# Maksymilianów (powiat radomski)
Maksymilianów – wieś w Polsce położona w województwie mazowieckim, w powiecie radomskim, w gminie Przytyk. Ma status sołectwa.
W skład sołectwa Maksymilianów wchodzi także przysiółek Mścichów.
W latach 1975–1998 miejscowość należała administracyjnie do województwa radomskiego.